# Viziuni periculoase
Viziuni periculoase (în engleză Dangerous Visions) este o antologie din 1967 de povestiri științifico-fantastice editată de Harlan Ellison. În limba română a apărut la Editura Trei, în anul 2013. Povestirile însumează, conform coperții, „2 premii Hugo și 2 premii Nebula, 5 proze nominalizate la Hugo și 4 nominalizate la Nebula”.

## Descrierea antologiei
Reclamele au descris Viziuni periculoase ca fiind o carte cu „33 de povestiri noi ale tuturor maeștrilor de literatură științifico-fantastică din vremea noastră” și „Nu sunt adunate din reviste, nu sunt culese din alte cărți ... [este] una dintre cele mai mari antologii de materiale originale adunate vreodată în orice domeniu"

## Cuprins
Ilustrații de Leo și Diane Dillon însoțesc fiecare povestire.
- „Foreword 1 - The Second Revolution" („Cuvânt înainte 1 - A doua revoluție”) de Isaac Asimov
- „Foreword 2 - Harlan and I" („Cuvânt înainte 2 - Harlan și eu”) de Isaac Asimov
- „Thirty-Two Soothsayers" („Introducere”) de  Harlan Ellison
- „Evensong" („Vecernie”) de Lester del Rey. Aceasta este descrisă de autorul său ca alegorie. Detaliază prinderea unei ființe, identificată la sfârșitul poveștii ca Dumnezeu, de către Om, care a uzurpat puterea lui Dumnezeu.
- „Flies" („Muște”) de Robert Silverberg.
- „The Day After the Day the Martians Came” („Ziua de după ziua când au venit marțienii”) de Frederik Pohl
- „Riders of the Purple Wage” („Călăreții salariului de purpură sau Marea îndopare”) de Philip José Farmer („Premiul Hugo pentru cea mai bună nuvelă)
- „The Malley System" („Sistemul Malley”) de Miriam Allen deFord
- „A Toy for Juliette” („O jucărie pentru Julieta”) de Robert Bloch
- „The Prowler in the City at the Edge of the World” („Prădătorul din orașul de la marginea lumii”) de Harlan Ellison
- „The Night That All Time Broke Out” („Noaptea în care-a erupt timpul”) de Brian W. Aldiss
- „The Man Who Went to the Moon — Twice" („Omul care a ajuns pe Lună - de două ori”) de Howard Rodman
- „Faith of Our Fathers” („Credința părinților noștri”) de Philip K. Dick
- „The Jigsaw Man” („Omul puzzle”) de Larry Niven
- „Gonna Roll the Bones” („Dând cu babaroasele”) de Fritz Leiber („Premiul Hugo și Nebula pentru cea mai bună nuveletă)
- „Lord Randy, My Son” („Dumnezeul Randy, fiul meu”) de Joe L. Hensley
- „Eutopia” („Eutopia”) de Poul Anderson
- „Incident in Moderan" și "The Escaping" („Incident în Moderan”) („Evadarea”) de David R. Bunch
- „The Doll-House” („Casa păpușilor”) de James Cross (pseudonimul lui Hugh J. Parry)
- „Sex and/or Mr. Morrison” („Sexul și/sau domnul Morrison”) de Carol Emshwiller
- „Shall the Dust Praise Thee?” („Și te va slăvi zădărnicia?”) de Damon Knight
- „If All Men Were Brothers, Would You Let One Marry Your Sister?” („Dacă toți bărbații ar fi frați, l-ai lăsa pe unul să se-nsoare cu sora ta?”) de Theodore Sturgeon
- „What Happened to Auguste Clarot?" („Ce s-a întâmplat cu Auguste Clarot?”) de Larry Eisenberg
- „Ersatz" („Surogat”) de Henry Slesar
- „Go, Go, Go, Said the Bird" („Du-te, du-te, du-te, spuse pasărea”) de Sonya Dorman
- „The Happy Breed” („O specie fericită”) de John Sladek
- „Encounter with a Hick” („Întâlnire cu un țărănoi”) de Jonathan Brand
- „From the Government Printing Office" („De la tipografia guvernului”) de Kris Neville
- „Land of the Great Horses” („Ținutul cailor măreți”) de R. A. Lafferty
- „The Recognition" („Recunoașterea”) de J. G. Ballard
- „Judas” („Iuda”) de John Brunner
- „Test to Destruction” („Test de rezistență la distrugere”) de Keith Laumer
- „Carcinoma Angels" („Îngerii Carcinom”) de Norman Spinrad
- „Auto-da-Fé” („Autodafe”) de Roger Zelazny
- „Aye, and Gomorrah” („Da... și Gomora”) de Samuel R. Delany („Premiul Nebula pentru cea mai bună povestire, 1967)
- „Anexa”

## Legături externe
- Dangerous Visions prezentarea seriei la Internet Speculative Fiction Database
- en  Istoria publicării lucrării Dangerous Visions la Internet Speculative Fiction Database
- Dangerous Visions la Open Library

## Vezi și
- 1967 în științifico-fantastic